# كاسو
بلدية كاسو (بالإسبانية: Caso) هي بلدية تقع في منطقة أستورياس شمال غرب إسبانيا.

## الديموغرافيا
بلغ عدد سكان بلدية كاسو 1.839 نسمة عام 2011 (وفقاً للمعهد الوطني للإحصاء الإسباني).
| 2.118 | 2.070 | 1.995 | 1.997 | 1.936 | 1.869 | 1.839 |